# Самос
Самос (на гръцки: Σαμός; на турски език Sisam) е гръцки остров в източната част на Егейско море, в непосредствена близост (протока Самос 1,6 km) до турския бряг на Мала Азия. (Според някои източници островът се числи в архипелага Южни Споради).

## География
На запад протока Фурни (18 km) го отделя от остров Икария. Югозападно от него са разположени групата острови Фурни (Фурни, Тименаки, Агиос Минас и др.). Площта на острова е 477 km², дължина от запад на изток 43 km и ширина до 13 km. Бреговата линия е слабо разчленена с изключение на югоизточното, източното и североизточното крайбрежие, където в сушата се вдават заливите Маратокампо, Тригани, Вати и др. Релефът е предимно планински, с най-висок връх Керкис (1434 m), издигащ се в западната му част. Покрай брега са разположени малки крайбрежни равнинни участъци, а във вътрешността – плодородни долини. Изграден е предимно от варовици и кристалинни скали. Разработват се находища на боксит и мрамор. Климатът е типичен средиземноморски. Склоновете са обрасли с маквиси и малки борови горички. Въпреки че релефът е главно планински, на острова се отглеждат цитрусови култури, тютюн, добива се мед, зехтин. Прочут е със своето мускатово вино, сушени смокини и бадеми. Главен град и пристанище е град Самос, разположен на залива Вати. През 2011 г. населението на острова е наброявало близо 33 хил. души.

## Историческа справка
В Античността островът е бил център на егейската култура. Древните му обитатели – племената лелеги и карийци – в началото на 1-вото хилядолетие пр.н.е. са прогонени от йонийците. От 8. век пр.н.е. Самос става търговско-занаятчийски полис и през втората половина на 6. век пр.н.е. по време на тиранина Поликрат достига своя разцвет. Родина е на великите философи Питагор, Мелис и Епикур, както и на астронома Аристарх Самоски. Тук се е намирал Херайонът – едно от най-старите и важни светилища на Хера. От 3. век пр.н.е. последователно влиза в състава на Македония, Пергам, Рим и Византия. След това за определени периоди е под властта на Генуа и Венеция, а от средата на 16. век – на Османската империя. Между 1834 и 1912 година Самос е автономно княжество в рамките на Османската империя, като първият му княз до 1850 е българинът Стефан Богориди. През 1842 г. на острова е заточен Георги Мамарчев, където и умира през 1846 г. В резултат на Балканските войни 1912 – 13 г. по Букурещкия мирен договор от 1913 г. островът е присъединен към Гърция.